# Timotheus Höttges

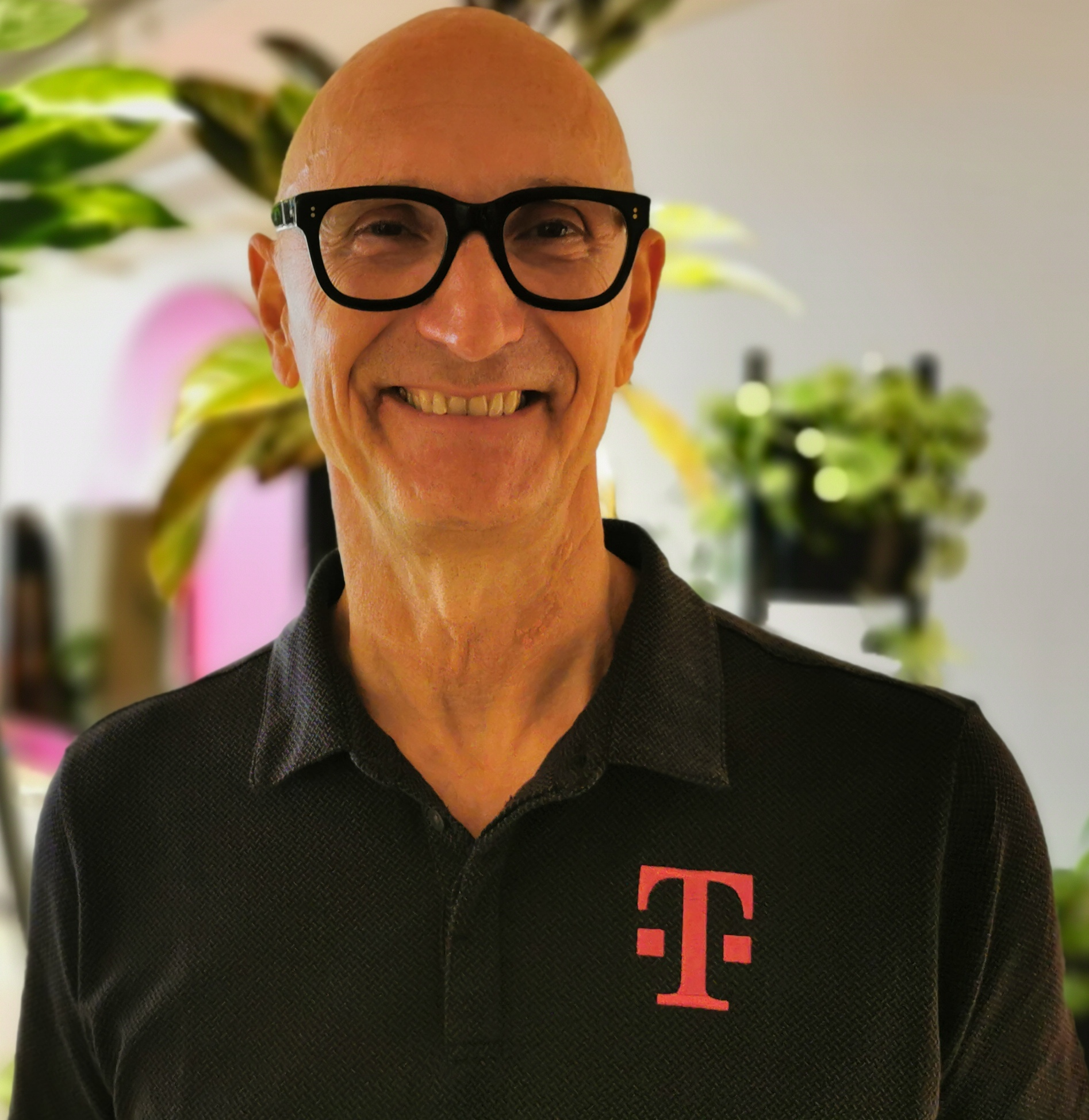
Timotheus (Tim) Höttges (2025)

Timotheus (Tim) Höttges (* 18. September 1962 in Solingen) ist ein deutscher Manager und seit 2014 Vorstandsvorsitzender der Deutschen Telekom AG. Zuvor war er vom 1. März 2009 bis zum 31. Dezember 2013 Finanzvorstand des Unternehmens.

## Beruflicher Werdegang
Timotheus Höttges studierte Betriebswirtschaftslehre an der Universität zu Köln.
Im Jahre 1989 trat Höttges in die Unternehmensberatung Mummert + Partner in Hamburg ein und arbeitete dort zuletzt als Projektleiter im Geschäftsbereich „Dienstleistungen“.
Im Jahr 1992 wechselte er nach München zur VIAG AG, wo er in unterschiedlichen kaufmännischen Funktionen tätig war. Neben Stationen in der Beratung/Revision gehörten hierzu Positionen in der Beteiligungsverwaltung, im Controlling und in der Unternehmensplanung. Ab 1997 war er als Bereichsleiter, später als Generalbevollmächtigter für Controlling und Unternehmensplanung verantwortlich. In dieser Funktion betreute er ebenfalls den Bereich Mergers & Acquisitions, wo er zuletzt maßgeblich an der Umsetzung der Fusion von VIAG AG und VEBA AG zur E.on AG beteiligt war, die am 27. September 2000 wirksam wurde.
Laut Table Media ist er einer der 100 entscheidenden Köpfe der deutschsprachigen EU-Szene.

### Deutsche Telekom AG
Einstieg bei T-Mobile im Jahr 2000
Auf Betreiben von Karl-Gerhard Eick, dem damaligen Finanzvorstand der Deutschen Telekom, wurde Höttges am 30. Juni 2000 vom Aufsichtsrat der T-Mobile (zwischenzeitlich T-Mobile Deutschland, heute Teil der Telekom Deutschland GmbH), zum Geschäftsführer Finanzen und Controlling bestellt. Der damals 37-jährige Höttges trat am 1. September 2000 die Nachfolge von Michael Günther an, der bereits ab 1. Februar 2000 zum Finanz-Vorstand der neuen Holding T-Mobile International AG & Co. KG bestellt worden war. Hier traf er erstmals mit René Obermann zusammen, damals Vorsitzender der Geschäftsführung der T-Mobile Deutschland GmbH.
Aufstieg zu T-Mobile International im Jahr 2002
Im April 2002 folgte Höttges René Obermann auf diesen Posten, der damit seinerseits seinem Mentor Kai-Uwe Ricke auf den Chefsessel der T-Mobile International folgte. In der Funktion als Leiter von T-Mobile Deutschland war Höttges bereits Mitglied des European Management Teams von T-Mobile International. Zum 1. Januar 2003 übernahm er zusätzlich im Vorstand der T-Mobile International das Ressort „Sales and Service Operations“. Seit dem 1. Januar 2005 konzentrierte Höttges sich auf seine Vorstandsaufgaben bei T-Mobile International und gab die Leitung von T-Mobile Deutschland an Philipp Humm ab. Als Chief Sales and Service Officer (CSSO) verantwortete er die Vertriebsaktivitäten und den Customer Care-Bereich in den europäischen T-Mobile-Mehrheitsgesellschaften in Deutschland, Großbritannien, den Niederlanden, Österreich und Tschechien. Darüber hinaus wurde Höttges die Leitung für das internationale Sparprogramm „Save for growth“ (Sparen für Wachstum) übertragen. Ziel des Programms war es, bis Ende 2006 eine Milliarde Euro an operativen Kosten einzusparen.
Konzernvorstand für Breitband/Festnetz von 2006 bis 2009
Im Zuge der Neuausrichtung des Konzerns Deutsche Telekom durch den neuen Vorstandsvorsitzenden René Obermann wurde Höttges am 5. Dezember 2006 zum Vorstand Breitband/Festnetz (T-Com, inzwischen mit T-Online zu T-Home zusammengelegt) berufen und übernahm die konzernweite Verantwortung für Vertrieb und Services in Deutschland. Für Irritationen sorgte Höttges im März 2008 im Zuge seiner Präsentation des Deutschlandgeschäftes mit unerwarteten Aussagen zu erwarteten Umsatzrückgängen. Die T-Aktie verlor innerhalb weniger Minuten vierzehn Prozent ihres Wertes.
Finanzvorstand der Deutschen Telekom AG von 2009 bis 2013
Im Februar 2009 stimmte der Aufsichtsrat der Deutschen Telekom dem Vorschlag Obermanns zu und berief Höttges zum neuen Finanzvorstand. Er trat die Nachfolge von Karl-Gerhard Eick Anfang März an. 52 Tage nach Höttges' Wechsel vom Deutschland- zum Finanzressort schockierte die Deutsche Telekom am 21. April 2009 die Märkte mit einer Gewinnwarnung. Der Kurs der Telekom sackte dabei um mehr als 10 Prozent auf bis zu 8,66 € ab. Grund war die falsche Einschätzung der Auslandsmärkte in den USA, UK und Polen. Nach diesem anfänglichen Schock konnte er seine Reputation an den Kapitalmärkten unter anderem durch folgende Leistungen wiederherstellen: Seine Handschrift trägt das dreijährige Dividendenversprechen der Deutschen Telekom, die Einbringung des kränkelnden Mobilfunkgeschäftes in Großbritannien in ein Joint-Venture mit France Telecom, die Übernahme der verbleibenden Anteile an der polnischen Tochter PTC. Mitverantwortlich wurde er auch für die Beendigung aller damit verbundenen rechtlichen Auseinandersetzungen sowie für den Vertrag mit AT&T über den im März 2011 bekanntgegebenen Verkauf der T-Mobile USA für 39 Mrd. $, der jedoch von den Aufsichtsbehörden untersagt wurde. Aufgrund einer im Verkaufsprozess getroffenen Vereinbarung war AT&T jedoch verpflichtet, der T-Mobile USA 3 Mrd. $ „breakup fee“ zu zahlen und Mobilfunkfrequenzen zur Verfügung zu stellen. Diese Vereinbarung gilt als Grundlage für den Zusammenschluss mit dem Mobilfunkanbieter MetroPCS 2013 und der neuen Positionierung der T-Mobile USA als „Un-Carrier“.
Von seinem Vorgänger Eick übernahm Höttges ferner den Vorsitz des Organisationskomitees der International L. v. Beethoven Competition for Piano in Bonn, die alle zwei Jahre von der Deutschen Telekom veranstaltet wird.
Vorstandsvorsitzender der Deutschen Telekom AG seit 2014
Am 20. Dezember 2012 verkündete der bisherige Vorstandsvorsitzende der Telekom, René Obermann, seinen Rücktritt für Ende 2013. Höttges trat seine Nachfolge Anfang 2014 an.
In seine Zeit als CEO fallen diverse Neuausrichtungen, u. a. beim Service in Deutschland, bei der Tochter T-Systems, bei der Gründung der T-Security als eigener Geschäftsbereich für Cybersicherheit sowie bei der Schaffung eines eigenen Vorstandsressort für Unternehmensentwicklung und die USA unter Thorsten Langheim. Den Vorstand der Telekom baute er um, indem der Aufsichtsrat zunächst Dirk Wössner und für das Ressort Deutschland, Birgit Bohle für das Ressort Personal, Adel Al-Saleh für die T-Systems und Srini Gopalan für das Ressort Europa berief. 2020 berief der Aufsichtsrat mit Dominique Leroy die dritte Frau in den Telekom-Vorstand. Sie übernahm das Segment Europa, Gopalan erhielt für den ausscheidenden Wössner die Zuständigkeit für das Deutschlandgeschäft.
Im Jahr 2019 verzeichnete die Telekom erstmals seit Jahren wieder Wachstum beim Vorsteuerergebnis (EBITDA) in allen Segmenten des Konzerns. Höttges investierte zudem in das Wachstum der T-Mobile USA, die inzwischen zu den größten Gewinnbringern des Konzerns zählt.
Ebenfalls unter Höttges als CEO erfolgte der Kauf von Sprint durch T-Mobile in den USA, der Kauf von UPC Austria durch die T-Mobile Austria sowie deren Umbenennung in Magenta Telekom und der Kauf von Tele2 Niederlande durch die T-Mobile Niederlande. Der Zukauf in Österreich verfolgte Höttges' Strategie, die Telekom in Europa zu einem integrierten Anbieter von Festnetz und Mobilfunk zu entwickeln.
In Deutschland setzt Höttges auf einen forcierten Netzausbau und erhöhte die Investitionen von vier Milliarden Euro im Jahr 2013 auf zuletzt 5,5 Milliarden Euro (konzernweit rund 21 Mrd. Euro). Zudem setzt die Telekom unter Höttges verstärkt auf Kooperationen beim Ausbau sowohl im Mobilfunk als auch beim Ausbau von Glasfaser (FTTH).
Höttges modernisierte die Konzernzentrale der Telekom in Bonn, verzichtete aber auf einen ebenfalls diskutierten Neubau.

### Weitere Positionen
Höttges ist Mitglied im Aufsichtsrat des FC Bayern München. In seiner Position unterstützte er die vom Aufsichtsrat getroffene Entscheidung der Aufrechterhaltung der Ämter des wegen Steuerhinterziehung verurteilten Ulrich Hoeneß beim FC Bayern München. Seit dem 11. April 2016 ist Höttges Mitglied im Aufsichtsrat von Henkel. Seit dem 8. Juli 2020 ist Höttges Mitglied im Aufsichtsrat der Daimler AG.
Timotheus Höttges ist seit 2018 Mitglied des Kuratoriums der ESMT Stiftung.

## Kritik
Auf der Jahrestagung der Schmalenbach-Gesellschaft für Betriebswirtschaft am 14. April 2011 in Köln zum Thema „Reformüberlegungen zur Corporate Governance und Abschlussprüfung in der EU“ hielt Höttges einen Vortrag mit dem Titel „Erwartungen eines Konzerns an die Abschlussprüfer am Beispiel ‚Ausschreibung der Abschlussprüfung bei der Deutschen Telekom AG‘“. Darin teilte er mit, dass der Aufsichtsrat ihn beauftragt hatte, einen Wirtschaftsprüfer auszuwählen, und gab dabei unumwunden zu, fast nur Kriterien des Vorstandes berücksichtigt zu haben: Der Wirtschaftsprüfer müsse ihm, dem Finanzvorstand, „rund um die Uhr, sieben Tage die Woche“ zur Verfügung stehen, „ein tiefes Verständnis des Geschäftsmodells der Telekom“ und des Telekommarktes haben und den Vorstand aktiv in aktuellen Entscheidungssituationen beraten, „um Haftungsfragen zu entgehen“. Hierfür wurde er heftig kritisiert, da nach dem Corporate Governance Codex der Aufsichtsrat den Abschlussprüfer auszuwählen hat. Dies soll die notwendige Unabhängigkeit des Wirtschaftsprüfers sicherstellen, dessen Aufgabe es ist, das Management zu überprüfen, und der nicht Hilfsorgan eines Vorstandes ist. Die Börsen-Zeitung titelte mit „Herr Höttges und seine Chorknaben“ zu diesem Vorfall. Der Aufsichtsrat der Telekom erklärte gleichwohl, dass das Unternehmen die Regeln des Corporate Governance Codex im Jahr 2011 eingehalten und der Aufsichtsrat die Prüfer ausgewählt habe. Höttges nahm zu dem Vorfall bisher nicht öffentlich Stellung.
Auf Kritik stieß in einem einzelnen Meinungsartikel auch, dass die Deutsche Telekom das Geschäft mit dem Cloud Computing vernachlässige. Zwar habe sie eine eigene Cloud und den Zugang zu vielen Großkunden in Europa und sei damit sogar der größte europäische Cloudanbieter. Dennoch spiele ihr Marktanteil von zwei Prozent kaum eine Rolle. In einer 2021 vorgestellten Cloudoffensive degradiere sie sich „zum Gehilfen der Rivalen Amazon und Microsoft“ und überlasse die Open Telekom Cloud dem umstrittenen chinesischen Netzausrüster Huawei; es fehle Höttges „an unternehmerischem Mut“; er habe dem Projekt keinen so großen Stellenwert eingeräumt, als dass er dafür eine eigene schlagfertige Truppe zusammengestellt und entsprechend investiert hätte. Dies sei „viel zu kurzfristig gedacht“. (Handelsblatt). Die Telekom liegt mit ihrem Cloud-Marktanteil von zwei Prozent gleichauf mit SAP und vor anderen europäischen Telekommunikationsunternehmen.
Ebenfalls kritisiert wurde seine beim Mobile World Congress (MWC) 2025 getroffene Aussage "Was Europa braucht, ist ein DOGE".
Herr Höttges trägt die unternehmerische Verantwortung für die Entscheidung, auf Druck der Trump-Administration,  alle Programme für Vielfalt, Gleichberechtigung und Integration bei der Telekom-Tochter T-Mobile US zu streichen.

## Privatleben
Höttges ist verheiratet, hat zwei Söhne und lebt mit seiner Familie in Bonn-Bad Godesberg. Er ist einer der Initiatoren der Bürgerstiftung Rheinviertel in Bonn Bad-Godesberg, die er als Mitglied des Kuratoriums unterstützt.
Höttges ist schon seit frühen Telekom-Tagen persönlich eng mit René Obermann befreundet, welchem er lange Zeit immer eine Karrierestufe untergeordnet war. Die beiden kauften gemeinsam ein Baugrundstück am Bad Godesberger Rheinufer und waren dort zeitweise Nachbarn.
Am 19. Mai 2022 hat Höttges von der Ben-Gurion-Universität im Negev die Ehrendoktorwürde verliehen bekommen.

## Auszeichnungen
- 2014: Marketing-Mann des Jahres[39]
- 2015: World Communication Award[40]
- 2016: Bester Hauptversammlungsredner[41]
- 2017: Bester Hauptversammlungsredner[42]
- 2018: Bester Hauptversammlungsredner[43]
- 2019: Bester Hauptversammlungsredner[44]
- 2019: Appeal of Conscience Award[45]
- 2020: German Diversity Award Personality of the Year[46]
- 2020: Manager des Jahres (Manager Magazin)[47]
- 2021: Beste Hauptversammlungsrede[48]
- 2022: Beste Hauptversammlungsrede[49]
- 2023: Beste Hauptversammlungsrede[50]
- 2024: Beste Hauptversammlungsrede[51]
- 2025: Beste Hauptversammlungsrede[52]